# Xinguang-Brücke
Die Xinguang-Brücke (chinesisch 新光大桥, Pinyin Xīnguāng dàqiáo) ist eine Straßenbrücke in Guangzhou in der chinesischen Provinz Guangdong. Sie führt den  Xinguang Expressway über den Hauptarm des Perlflusses und verbindet den Stadtbezirk Haizhu mit einer südlich des Perlflusses gelegenen Insel, die zum Stadtbezirk Panyu gehört.

## Beschreibung
Der Xinguang Expressway ist eine 6-spurige Stadtautobahn, die auf etwa 4 km als Hochstraße verläuft.
Die Xinguang-Brücke überquert den Perlfluss in über 34 m Höhe mit einem großen und zwei kleineren roten Stahlbögen auf V-förmigen Betonrahmen.
Das Brückenbauwerk ist einschließlich der Überquerung einer kleinen Seitenkanals und der Anschlüsse an die Hochstraße insgesamt 1083,2 m lang. Die Bögen einschließlich der Rahmensockel haben Pfeilerachsabstände von 177 + 428 + 177 m, zusammen 782 m. Die Brücke ist 37,22 m breit. Sie hat zwischen den Stahlbögen zwei getrennte, 12 m breite Richtungsfahrbahnen mit je drei Fahrspuren sowie je einen außen montierten 3 m breiten Gehweg.
Die Brücke wurde auf Bohrpfählen mit 2,6 m Durchmesser gegründet, die bis zu solidem Fels hinabreichen.
Die V-förmigen Rahmen bestehen aus Spannbeton; ihre schrägen Pfosten sind Hohlkästen, während die horizontalen Träger aus massivem Beton mit zahlreichen Spanngliedern bestehen. Sie sind statisch als Rahmen ausgebildet.
Die stählernen Bogenrippen bestehen aus je zwei durch Fachwerk verbundenen Hohlkästen. Die Rippen sind am Bogenansatz 12 m hoch und verjüngen sich zum Scheitel auf 7,5 m. Im großen Bogen sind die Rippen durch 7, in den kleinen Bögen durch zwei einzelne Windverbände ausgesteift. Die Enden der Bogenrippen des großen Bogens sind miteinander durch je 8 Spannkabel verbunden, die die horizontal wirkenden Kräfte der Bogenrippen aufnehmen. Sie können justiert und einzeln ausgetauscht werden. Bei den beiden seitlichen Bögen erfüllen je 16 Spannglieder in den Längsbalken der Brückentafel diese Aufgabe. Die Bogenrippen sind mit den V-förmigen Rahmen fest verbunden. An den äußeren Enden der seitlichen Bögen befinden sich Pfeiler, deren Lager eine Längsbewegung von 200 mm zulassen.
Der Fahrbahnträger der mittleren Öffnung ist eine Verbundkonstruktion aus 9 stählernen Längs- und 41 Querträgern und Stahlbeton-Fertigteilplatten. Die Fahrbahnträger der seitlichen Öffnungen bestehen aus Spannbeton-Plattenbalken.
Die Fahrbahnträger sind mit Paralleldrahtseilen an den Bogenrippen angehängt. Sie sind dabei in Längsrichtung beweglich. Übergangskonstruktionen an beiden Enden der seitlichen Bogenrippen gleichen die Längenänderungen der Fahrbahnträger durch Temperaturschwankungen aus.
Unter der Hauptöffnung befinden sich große Schiffsabweiser zum Schutz der Brücke vor Kollisionen.